# Claudio Zulian
Claudio Zulian (n. Campodarsego, Italia) es un director de cine, videoartista, músico y escritor. Doctorado en Estética, Ciencia y Tecnología de las Artes por la Universidad París Saint-Denis, dirige la productora Acteon y trabaja entre España y Francia.

## Obra
La carrera de Claudio Zulian se desarrolla principalmente en los campos del cine, las videoinstalaciones y el teatro. En 1993 crea Acteon, la productora con sede en Barcelona con la que realizará sus proyectos. En 1998 monta en el Centre de Cultura Contemporània de Barcelona la exposición Escenas del Raval (1998), donde busca dar visibilidad a los espacios y a la gente de ese barrio barcelonés. Paralelamente dirige un documental sobre el mismo tema que forma parte de la instalación.
En el año 2002 publica el libro de relatos Horas de la ciudad (2002), un conjunto de 24 historias alrededor del tejido urbano y de sus habitantes. Su voluntad de mostrar nuevas formas de relación entre la sociedad y los medios audiovisuales continúa en trabajos posteriores como la instalación fotográfica Visiones del Carmel (2003) o la videoinstalación  L’avenir (2004) – de la que hace una versión documental premiada en todo el mundo-  donde reflexiona sobre la vida y las ilusiones de un desindustrializado pueblo minero de Francia. Con A través del Carmel (2006), planteado como documental pero también como videoinstalación, gana el Premi Ciutat de Barcelona y el Premi Nacional de Cinema de Catalunya. El interés de Zulian por los excluidos de la imagen audiovisual se hace de nuevo evidente con el retrato de un colectivo rumano en A lo mejor (2007), con el retorno al barrio del Carmel y a sus adolescentes en Después de la violencia (2009) y en No será lo mismo (2010), o con la evocación de un futuro mejor en Entusiasmo (2012), realizada en colaboración con colectivos de vecinos e inmigrantes del pueblo de Salt (Girona).
En el año 2011 Zulian es seleccionado por el AlJazeera International Documentary Film Festival y nominado al mejor documental sobre arte en el PriMED por su trabajo Fortuny y la lámpara maravillosa (2010), donde explora las relaciones entre Oriente y Occidente a partir de la obra del diseñador y escenógrafo Mariano Fortuny Madrazo.
En el 2013 el Jeu de Paume de París dedica un ciclo retrospectivo a su obra y presenta un nuevo trabajo: Power no power (2013).
En 2014 estrena Born, una película de ficción ambientada a principios del siglo XVIII en la que, a través de las historias de tres personajes que realmente existieron, explora el comienzo de las relaciones íntimas y sociales que son todavía las nuestras.

## Filmografía y videoinstalaciones
- 1998- Escenas del Raval
- 2002- Miradas extrañas
- 2004- Beatriz / Barcelona
- 2004- L’avenir
- 2006- A través del Carmel
- 2007- A lo mejor
- 2009- Después de la violencia
- 2010- Fortuny y la lámpara maravillosa
- 2010- No será lo mismo
- 2011- 2031/2111
- 2012- Entusiasmo
- 2013- Power No Power
- 2014- Born
- 2017- Sin Miedo
- 2018- No Nacimos Refugiados